# Субијаско-Пјанта (Торино)
Субијаско-Пјанта је насеље у Италији у округу Торино, региону Пијемонт.
Према процени из 2011. у насељу је живело 99 становника. Насеље се налази на надморској висини од 737 м.